# WRESTLE PETER PAN 2023
『WRESTLE PETER PAN 2023』（レッスルピーターパン2023）は、日本のプロレス団体DDTプロレスリングによって両国国技館で行われた興行。

## 概要
- WRESTLE PETER PANシリーズとしては2018年以来となる両国国技館での興行。

## 試合
| オープニングマッチ 30分一本勝負                                                           |                                                 |                                                              |
| ○正田壮史                                                                                 | 6分48秒 正田のチカラKOBUムキムキ→片エビ固め     | 須見和馬●                                                    |
| 第二試合 6人タッグマッチ 30分一本勝負                                                     |                                                 |                                                              |
| 高木三四郎 ◯川松真一朗 夢虹                                                               | 8分30秒 下町ロケット→体固め                     | 高梨将弘 小嶋斗偉● 瑠希也                                    |
| 第三試合 3WAY6人タッグマッチ 30分一本勝負                                                 |                                                 |                                                              |
| 藤田ミノル MJポー ○KANON                                                                  | 11分45秒 ベトナムドライバーII→片エビ固め        | 鈴木鼓太郎 岡田佑介 高鹿佑也● 土井成樹 大鷲透 平田一喜       |
| 第四試合 6人タッグマッチ 30分一本勝負                                                     |                                                 |                                                              |
| ◯飯野"セクシー"雄貴 男色"ダンディ"ディーノ 今成"ファンタスティック"夢人 with カチキレ久弥 | 9分42秒 セクシー・キャノン→片エビ固め           | 彰人● 高尾蒼馬 下東由朋 with ブチギレ氏原                    |
| 第五試合 スペシャルタッグ町 30分一本勝負                                                  |                                                 |                                                              |
| ○ちぃたん☆ ポコたん                                                                       | 11分50秒 ちぃ☆ポコトリガー→体固め               | アンドレザ・ジャイアントパンダ スーパー・ササダンゴ・マシン● |
| 第六試合 KO-D6人タッグ選手権試合 60分一本勝負                                             |                                                 |                                                              |
| 樋口和貞 中津良太 ● 石田有輝 （第51代王者組・ハリマオ）                                   | 15分21秒 ダブルアーム・スープレックス片エビ固め | 坂口征夫 赤井沙希 岡谷英樹○ （挑戦者組・Eruption）           |
| ※ハリマオが初防衛に失敗、Eruptionが第52代王者組となる。                                   |                                                 |                                                              |
| 第七試合 スペシャルシングルマッチ 30分一本勝負                                            |                                                 |                                                              |
| ●TAKAみちのく                                                                             | 13分11秒 フェニックス・スプラッシュ→片エビ固め  | MAO◯                                                         |
| 第八試合 スペシャルタッグマッチ～納谷幸男復帰戦 30分一本勝負                              |                                                 |                                                              |
| 秋山準 ●納谷幸男                                                                          | 13分25秒 ビーストボンバー→体固め                | HARASHIMA 入江茂弘○                                          |
| 第九試合 スペシャルシングルマッチ 30分一本勝負                                            |                                                 |                                                              |
| ◯KONOSUKE TAKESHITA                                                                       | 12分53秒 コーナーへのブレーンバスター→体固め    | 上野勇希●                                                    |
| 第十試合 DDT UNIVERSAL選手権試合60分一本勝負                                              |                                                 |                                                              |
| ●遠藤哲哉 （第10代王者）                                                                  | 15分43秒 レディオ・サイレンス→片エビ固め        | マット・カルドナ◯ with ステフ・デ・ランダー （挑戦者）       |
| ※第10代王者が2度目の防衛に失敗。カルドナが第11代王者となる。                              |                                                 |                                                              |
| セミファイナル 株式会社メキシコ観光 presents ドラマティック・ドリームマッチ               |                                                 |                                                              |
| ◯エル・デスペラード                                                                       | 20分32秒 ヌメロ・ドス                           | 佐々木大輔●                                                  |
| ※勝者には株式会社メキシコ観光よりテキーラ1年分が贈呈された。                              |                                                 |                                                              |
| メインイベント グッドコムアセット presents KO-D無差別級選手権試合 60分一本勝負            |                                                 |                                                              |
| ●火野裕士 （第80代王者）                                                                  | 21分4秒 プレイングマンティスボム→体固め         | クリス・ブルックス ◯ （挑戦者）                              |
| ※第80代王者が3度目の防衛に失敗、クリスが第81代王者となる。                                |                                                 |                                                              |